# Final da Copa Libertadores da América de 1962
A final da Copa Libertadores da América de 1962 foi a terceira final da Libertadores da América, torneio continental organizado anualmente pela Confederação Sul-Americana de Futebol (CONMEBOL), e foi disputada em três jogos entre o Peñarol, do Uruguai, então atual bicampeão da competição, e o Santos, do Brasil. Os uruguaios chegaram à final pela terceira vez e de forma consecutiva, enquanto os brasileiros chegaram à sua primeira decisão.
O Peñarol se classificou diretamente para a semifinal, por ser o atual campeão, enquanto o Santos se classificou para a fase de grupos, por ter vencido o Campeonato Brasileiro de 1961. O time alvinegro superou Cerro Porteño, do Paraguai, e Deportivo Municipal, da Bolívia. Na fase de mata-mata, o Peñarol enfrentou o rival Nacional – marcando os primeiros superclássicos do futebol uruguaio na história da Libertadores – e o superou após três partidas; já o Santos passou pela Universidad Católica, do Chile. 
O primeiro jogo da final foi disputado em 28 de julho de 1962, no Estádio Centenario, em Montevidéu, no Uruguai, onde o Santos derrotou o Peñarol por 2–1. O segundo jogo foi disputado em 2 de agosto, na Vila Belmiro, em Santos, no Brasil, onde o Peñarol derrotou os donos da casa por 3–2. Essa partida ficou conhecida como "Noite das Garrafadas", em referência aos objetos lançados pela torcida no estádio ao campo, alguns destes que atingiram o árbitro e o árbitro assistente. Com o empate em pontos entre as duas equipes, o terceiro jogo, necessário para determinar o campeão, ocorreu em 30 de agosto, no Estádio Monumental de Nuñez, em Buenos Aires, na Argentina. Impedindo o tricampeonato do Peñarol, o Santos venceu por 3–0 e conquistou seu primeiro título, tornando-se a segunda equipe a se consagrar campeã da competição. 
Esta foi a primeira final que se definiu em três jogos (foi a primeira vez que se definiu em campo neutro, no terceiro jogo). Foi também a primeira vez que um time brasileiro conquistou a Libertadores e a primeira vez em que um time uruguaio não se tornou campeão. O campeão Santos disputaria a Copa Intercontinental de 1962 contra o Benfica, de Portugal, e também se classificaria automaticamente para a edição seguinte da Copa Libertadores, conquistando os dois torneios.

## Antecedentes
A decisão da Libertadores de 1962 foi a segunda a envolver times brasileiros e a primeira a envolver um confronto entre Peñarol e Santos. As duas equipes jamais haviam se enfrentado antes e, dentre os dois times, apenas o Peñarol já havia alcançado as finais do torneio continental.
O clube de Montevidéu chegou nas duas primeiras finais da história da Libertadores, em 1960 e 1961, onde superou Olimpia, do Paraguai, e Palmeiras, do Brasil, respectivamente, sendo até então o único clube a conseguir se sagrar campeão da competição. Já o Santos chegou pela primeira vez na final do campeonato, tornando-se o segundo time brasileiro a chegar nessa decisão.
O Peñarol, que havia vencido consecutivamente o Campeonato Uruguaio de 1958 a 1961 e conquistado a Copa Intercontinental de 1961 sobre o Benfica, classificou-se para a Libertadores por ser o atual campeão. Por sua vez, o time da cidade de Santos conquistou a vaga para o torneio continental ao vencer pela primeira vez o Campeonato Brasileiro, à época conhecido como Taça Brasil, em uma final contra o Bahia.

## Caminhos até a final

### Peñarol

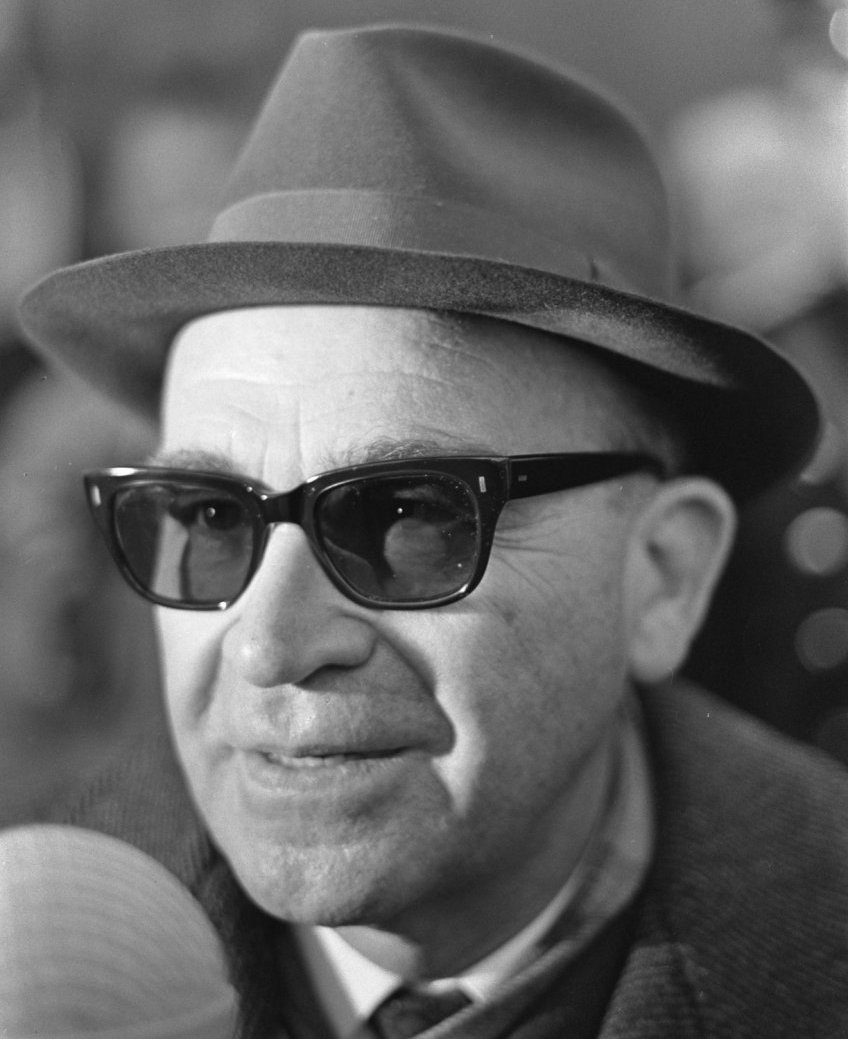
Béla Guttmann foi técnico do Peñarol durante poucos meses de 1962

O Peñarol, tetracampeão consecutivo em seu país-natal e vencedor das duas edições anteriores da Libertadores, entrou diretamente na fase semifinal da competição por ser seu atual campeão. Treinado pelo húngaro Béla Guttmann, comandante do time do Benfica campeão da Copa dos Campeões Europeus em 1960–61 e 1961–62, o Peñarol enfrentou o também uruguaio Nacional.
O primeiro jogo ocorreu em 8 de julho e foi vencido pelo Nacional por 2–1 em uma partida discreta onde as duas defesas sobressaíram-se, com gols de Ruben González e Guillermo Escalada para o Nacional e Moacyr marcando o tento único do Peñarol. Na partida de volta do dia 18 de julho, os gols de Ángel Ruben Cabrera e de Alberto Spencer (duas vezes) contra o gol de Vladas Douksas garantiram a vitória do Peñarol pelo placar de 3–1.
O regulamento previa um terceiro jogo que em caso de empate favoreceria a equipe que possuísse o melhor saldo de gols. Com o jogo de desempate acontecendo dia 22 do mesmo mês, o empate por 1–1 com novo gol de Spencer classificou o clube carbonero para a final da competição.

### Santos

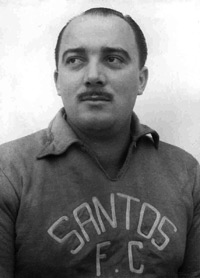
Lula, considerado o maior técnico da história do Santos, esteve no clube desde 1954

O Santos se classificou para o torneio como campeão da Taça Brasil de 1961. Na primeira fase, em um grupo com Cerro Porteño, do Paraguai, e Deportivo Municipal, da Bolívia, o Santos conseguiu três vitórias e somente um empate – com direito a goleadas por 6–1 sobre o Deportivo Municipal e 9–1 sobre o Cerro Porteño – e passou como líder do grupo.
Na semifinal, o adversário foi a Universidad Católica, do Chile. No jogo de ida, que aconteceu em 8 de julho no Estádio Nacional, em Santiago, no Chile, o Santos apresentou dominância sobre o adversário, mas não o suficiente para vencer a partida, que terminou empatada por 1–1. Ambos os gols foram marcados de cabeça, após cobranças de escanteio: Aos catorze minutos do segundo tempo, Lima abriu o placar para os santistas, e o time mandante empatou aos 30 minutos, com Nawacki.
Na segunda partida, realizada em 12 de julho, em um jogo onde a Univesidad Católica apoiou-se em um esquema tático extremamente defensivo na tentativa de evitar a finalização do Santos, um gol do volante Zito, após receber passe de Mengálvio aos 36 minutos do primeiro tempo, garantiu a vitória por 1–0 para um público de cerca de quinze mil pessoas no Estádio da Vila Belmiro, credenciando o Peixe a disputar a final.

### Resultados
| Não disputou                                                         | Não disputou        | Não disputou | Não disputou | Grupos    | Cerro Porteño | 1–1 (F) | 9–1 (C) |    |     |
| Não disputou                                                         | Não disputou        | Não disputou | Não disputou | Grupos    | Deportivo Municipal | 4–3 (F) | 6–1 (C) |    |     |
| Não disputou                                                         | Não disputou        | Não disputou | Não disputou | Grupos    | Grupo 1 \| Pos. \| - v - d - e Equipe \| Pts \| J \| V \| E \| D \| GP \| GC \| SG \| \| ---- \| ------------------- \| --- \| - \| - \| - \| - \| -- \| -- \| --- \| \| 1 \| Santos \| 7 \| 4 \| 3 \| 1 \| 0 \| 20 \| 6 \| +14 \| \| 2 \| Cerro Porteño \| 3 \| 4 \| 1 \| 1 \| 2 \| 6 \| 14 \| -8 \| \| 3 \| Deportivo Municipal \| 2 \| 4 \| 1 \| 0 \| 3 \| 8 \| 14 \| -6 \| |         |         |    |     |
| Nacional                                                             | 1–2 (F)             | 3–1 (C)      | 1–1 (C)      | Semifinal | Universidad Católica | 1–1 (F) | 1–0 (C) |    |     |
| Legenda: (C) Casa · (F) Fora / Resultado: Vitória · Derrota · Empate |                     |              |              |           | |         |         |    |     |
| Pos.                                                                 | Equipe              | Pts          | J            | V         | E | D       | GP      | GC | SG  |
| 1                                                                    | Santos              | 7            | 4            | 3         | 1 | 0       | 20      | 6  | +14 |
| 2                                                                    | Cerro Porteño       | 3            | 4            | 1         | 1 | 2       | 6       | 14 | -8  |
| 3                                                                    | Deportivo Municipal | 2            | 4            | 1         | 0 | 3       | 8       | 14 | -6  |

Fonte: 

## Primeira partida
O primeiro jogo foi realizado em 28 de julho, no Estádio Centenario, em Montevidéu, com arbitragem de Carlos Robles.
O Santos começou dominando a partida; logo aos cinco minutos do primeiro tempo, o meia-esquerda Coutinho marcou o primeiro gol, em consequência de troca de passes entre Dorval e Pagão. Após o primeiro gol, o time brasileiro passou a se defender para garantir a vantagem, permitindo que o Peñarol impusesse-se mais, mas sem conseguir superar a atuação do goleiro santista Gilmar. Faltando um minuto para terminar a primeira etapa, Zito fez um passe em profundidade para Coutinho que, após driblar o zagueiro adversário Lezcano, marcou o segundo gol, encobrindo o goleiro Maidana.
Na segunda etapa, o time uruguaio se saiu dominante, com Matosas e Spencer coordenando as ações no meio de campo; este último superou o zagueiro santista Lima durante boa parte do jogo. Com grande ofensividade dos carboneros, a linha de ataque do Santos foi forçada a recuar e, em tentativas de recuperar a bola, não conseguiu criar jogadas interessantes. Em um dos avanços uruguaios pelo centro, Spencer recebeu passe em profundidade e chutou para marcar o gol do Peñarol, que aumentou a intensidade, mas sem conseguir superar a meta adversária novamente.

### Detalhes
| 28 de julho de 1962 | Peñarol     | 1 – 2 | Santos           | Centenario, Montevidéu (Uruguai)                                                       |
|                     | Spencer 75' |       | 5', 44' Coutinho | Público: ≈55 000 (50 085 pagantes) Renda: Cr$ 30 716 125,00 Árbitro: CHI Carlos Robles |

|  | Peñarol | Santos |

| PEÑAROL:      |  |                  |  |                 |
|               |  |                  |  |                 |
| G             |  | Luis Maidana     |  |                 |
| Z             |  | Juan Lezcano     |  |                 |
| Z             |  | Núber Cano       |  |                 |
| Z             |  | Roberto Matosas  |  |                 |
| M             |  | Edgardo González |  |                 |
| M             |  | Omar Caetano     |  |                 |
| A             |  | Ángel Cabrera    |  | Substituído     |
| A             |  | Pedro Rocha      |  |                 |
| A             |  | José Sasía       |  |                 |
| A             |  | Alberto Spencer  |  |                 |
| A             |  | Juan Joya        |  |                 |
| Substituição: |  |                  |  |                 |
| A             |  | Moacyr           |  | Entrou em campo |
| Treinador:    |  |                  |  |                 |
| Béla Guttmann |  |                  |  |                 |

| SANTOS:       |  |           |  |                 |
|               |  |           |  |                 |
| G             |  | Gilmar    |  |                 |
| Z             |  | Lima      |  |                 |
| Z             |  | Mauro     |  |                 |
| Z             |  | Dalmo     |  |                 |
| M             |  | Calvet    |  |                 |
| M             |  | Zito      |  |                 |
| A             |  | Dorval    |  |                 |
| A             |  | Mengálvio |  |                 |
| A             |  | Pagão     |  |                 |
| A             |  | Coutinho  |  |                 |
| A             |  | Pepe      |  | Substituído     |
| Substituição: |  |           |  |                 |
| A             |  | Osvaldo   |  | Entrou em campo |
| Treinador:    |  |           |  |                 |
| Lula          |  |           |  |                 |

## Segunda partida
A partida de volta aconteceu cinco dias depois, em 2 de agosto, em Santos, no Estádio da Vila Belmiro, novamente com arbitragem de Carlos Robles. Por ter vencido o primeiro duelo, o clube brasileiro precisava de apenas um empate para levantar a taça logo no jogo de volta da final.
 

A equipe uruguaia envolveu a defesa do clube mandante, recuando os jogadores José Sasía e Carlos Carranza para o meio de campo, o que forçou logo aos dois minutos de jogo uma falha da defesa do Santos, obrigando o goleiro Gilmar a defender um gol. O Santos tentou diversos lançamentos para o ponta-esquerda Pepe, que foram interrompidos pela defesa do Peñarol. Aos onze minutos, os jogadores santistas reclamaram pênalti em Coutinho, mas nada foi marcado. Já aos catorze minutos, Alberto Spencer, após tabela com Sasía, finalizou no canto esquerdo do gol e abriu o placar para os visitantes. Quatro minutos depois, Dorval empatou ao superar dois adversários e chutar violentamente quase sem ângulo no canto esquerdo. Com um chute de longa distância, Mengálvio marcou o segundo gol brasileiro aos 35 minutos, beneficiado por falha do goleiro do Peñarol. Com o desgaste físico causado pela forte marcação, o Peñarol diminuiu o ritmo, substituindo Carranza por Tito ainda no primeiro tempo.

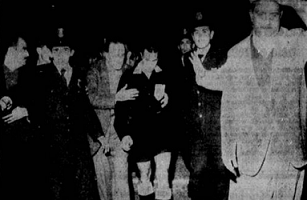
Carlos Robles, ao centro, sendo amparado por policiais durante a primeira paralisação

Aos três minutos do segundo tempo, com o placar em 2–1 para o Alvinegro, após a cobrança de escanteio cobrado por Juan Joya, Spencer marcou o segundo tento dos carboneros. O goleiro Gilmar reclamou que o meia uruguaio Sasía havia jogado terra nos olhos dele no momento do cruzamento; entretanto, o árbitro chileno nada marcou no lance. Aos seis minutos da etapa final, Matosas fez passe para Sasía marcar o terceiro gol do Peñarol. Foi o suficiente para uma confusão generalizada ocorrer no estádio. Aos sete minutos, uma garrafa foi arremessada das arquibancadas, que acertou o árbitro no pescoço. Após uma paralisação de aproximadamente uma hora e 25 minutos, a partida recomeçou com o placar em 3–2. Aos 22 minutos do segundo tempo, Pagão deixou tudo igual no placar: 3–3. Depois do gol foi realizada nova paralisação, essa durando doze minutos; o motivo foi mais uma garrafa atirada da arquibancada, que, desta vez, acertou o árbitro assistente Domingo Massaro.
Após o apito final, foi realizada volta olímpica dos jogadores para comemorar o título inédito da Libertadores. Porém, o árbitro Carlos Robles já havia encerrado o confronto antes do gol de empate do Santos: na súmula do jogo, Robles escreveu que o duelo só durou 51 minutos, que acabou quando o Peñarol ainda vencia por 3–2 e que tudo o que foi jogado após isso foi um amistoso. O juiz alegou ter continuado a partida até o tempo regulamentar por medo de sofrer represálias por parte da torcida. Apenas o elenco do Peñarol foi informado em campo pela arbitragem, antes do reinício da partida, sobre o caráter amistoso que a mesma passaria a ter. O treinador do time visitante, Béla Guttmann, deixou o estádio ao saber da decisão.
Depois do fim da partida, Robles encaminhou para o presidente da CONMEBOL, Raúl Colombo, um relatório descrevendo os eventos envolvidos com a paralisação do jogo. Contou que, após ser atingido pela garrafa, ficou semi-inconsciente e foi levado ao vestiário do estádio, onde foi cercado por vários dirigentes. Devido a esses ocorridos, o árbitro decidiu pela suspensão da partida por não haver garantias de que o prélio pudesse seguir com segurança. Descreveu ainda que o deputado estadual e presidente da Federação Paulista de Futebol, João Mendonça Falcão, junto de Lula, técnico do time mandante, e Athiê Jorge Coury, presidente do mesmo, tentaram convencê-lo a continuar a partida e o insultaram, com o primeiro o chamando de "covarde" e "sem-vergonha" e ameaçando mandar prendê-lo pela polícia e os outros dois lhe dizendo que não responderiam por sua vida ao deixar o estádio.

### Detalhes
| 2 de agosto de 1962 | Santos                     | 2 – 3 | Peñarol                      | Vila Belmiro, Santos (SP)                                           |
|                     | Dorval 18' · Mengálvio 35' |       | 15', 48' Spencer · 50' Sasía | Público: >21 000 Renda: Cr$ 5 418 000,00 Árbitro: CHI Carlos Robles |

|  | Santos | Peñarol |

| SANTOS:    |  |           |
|            |  |           |
| G          |  | Gilmar    |
| Z          |  | Lima      |
| Z          |  | Mauro     |
| Z          |  | Dalmo     |
| M          |  | Calvet    |
| M          |  | Zito      |
| A          |  | Dorval    |
| A          |  | Mengálvio |
| A          |  | Pagão     |
| A          |  | Coutinho  |
| A          |  | Pepe      |
| Treinador: |  |           |
| Lula       |  |           |

| PEÑAROL:      |  |                  |  |                 |
|               |  |                  |  |                 |
| G             |  | Luis Maidana     |  |                 |
| Z             |  | Juan Lezcano     |  |                 |
| Z             |  | Núber Cano       |  |                 |
| Z             |  | Roberto Matosas  |  |                 |
| M             |  | Edgardo González |  |                 |
| M             |  | Omar Caetano     |  |                 |
| A             |  | Carlos Carranza  |  | Substituído     |
| A             |  | Pedro Rocha      |  |                 |
| A             |  | José Sasía       |  |                 |
| A             |  | Alberto Spencer  |  |                 |
| A             |  | Juan Joya        |  |                 |
| Substituição: |  |                  |  |                 |
| M             |  | Tito             |  | Entrou em campo |
| Treinador:    |  |                  |  |                 |
| Béla Guttmann |  |                  |  |                 |

## Terceira partida

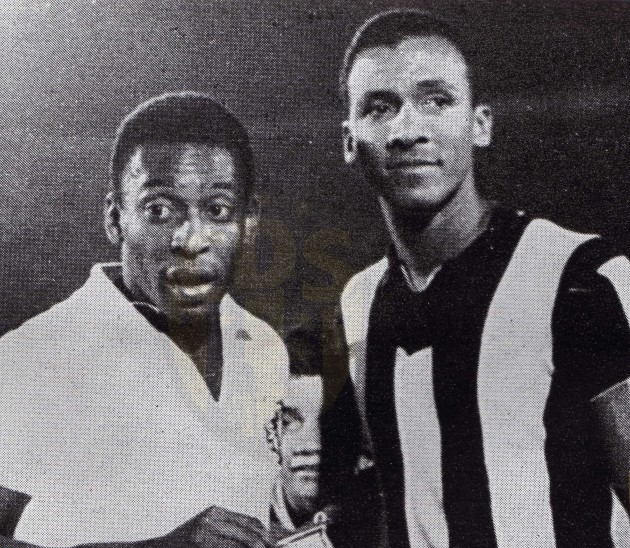
Pelé e Spencer na terceira partida da final

A partida extra da decisão foi inicialmente marcada pela CONMEBOL para dia 17 de agosto, mas, a pedido do Santos, que alegou um conflito de datas com o Campeonato Paulista, foi movida para 30 de agosto. A partida ocorreu no Estádio Monumental de Nuñez, em Buenos Aires, na Argentina, desta vez com arbitragem do neerlandês Leopold Horn.
Devido a uma lesão sofrida durante a Copa do Mundo, o atacante Pelé, do Santos, esteve de fora de boa parte da competição. Sem disputar a Libertadores desde 28 de fevereiro na vitória por 9–1 contra o Cerro Porteño no Estádio da Vila Belmiro, voltou a ser escalado no último jogo da campanha santista.
Antes do início da partida, a diretoria do Santos entregou à CONMEBOL um ofício protestando a realização do jogo de desempate e se declarando vencedor da competição, mas que ainda assim se apresentaria para a decisão sob determinação da Confederação Brasileira de Desportos e que, independente do resultado do jogo, o clube continuaria "lutando intransigentemente em defesa do seu patrimônio esportivo e moral".

A última partida da final teve início com ambas as equipes apresentando nervosismo, posicionadas em escalações 4–2–4. O time do Santos começou superior em campo e seu ataque gerou diversas oportunidades para finalizações à meta adversária. Aos onze minutos do primeiro tempo, quatro minutos após um choque entre o brasileiro Pelé e o paraguaio Lezcano, Coutinho recebeu a bola e depois de fintar três adversários rematou cruzado. Na tentativa de evitar o gol, o meio-campista do Peñarol Omar Caetano marcou contra a própria equipe.

Os torcedores argentinos nos primeiros minutos da partida procuraram incentivar os jogadores do Peñarol. Todavia, o Santos, aos poucos, conquistou o público e antes do término da primeira fase já aplaudia com entusiasmo as jogadas do quadro brasileiro.

Teixeira Heizer n'O Estado de S. Paulo, 31 de agosto de 1962
Com 1–0 para os alvinegros, o Peñarol passou a atuar melhor em campo, gerando situações de perigo. Aos 28 minutos de jogo, Spencer chutou para o gol, em lance onde o goleiro do Santos já havia sido vencido, mas a bola bateu no travessão e foi para fora. Por volta dos 30 minutos, o Santos voltou a apresentar melhora com Pelé, Coutinho e Dorval criando diversas jogadas ofensivas, aproveitando o cansaço do time uruguaio, o que persistiu até o final do primeiro tempo.
Aos três minutos do segundo tempo, em rápida troca de passes entre Pelé, Pepe e Dorval, Pelé finalizou de fora da grande área para marcar o gol. Pouco tempo depois, Pelé conduziu a bola desde o campo santista até passar para Coutinho finalizar para grande defesa do goleiro Maidana. Finalmente, após grande exibição do clube brasileiro, aos 44 minutos da segunda etapa, Coutinho, na linha de fundo do campo, passou para trás a encontro de Pelé, que finalizou para marcar o seu quarto gol na competição e terceiro gol do Santos na partida. Logo após a marcação do tento, o árbitro encerrou o jogo segurando a bola da partida, antes do término do tempo regulamentar; posteriormente, admitiu que tomou essa decisão para poder apossar-se da bola e tê-la como lembrança da final.

### Detalhes
| 30 de agosto de 1962 | Santos                           | 3 – 0 | Peñarol | Monumental de Nuñez, Buenos Aires (Argentina)                                                  |
|                      | Caetano 11' (GC) · Pelé 48', 89' |       |         | Público: ≈50 000 (45 980 pagantes) Renda: 5 365 400 pesos argentinos Árbitro: HOL Leopold Horn |

|  | Santos | Peñarol |

| SANTOS:    |  |           |
|            |  |           |
| G          |  | Gilmar    |
| Z          |  | Lima      |
| Z          |  | Mauro     |
| Z          |  | Dalmo     |
| M          |  | Calvet    |
| M          |  | Zito      |
| A          |  | Dorval    |
| A          |  | Mengálvio |
| A          |  | Coutinho  |
| A          |  | Pelé      |
| A          |  | Pepe      |
| Treinador: |  |           |
| Lula       |  |           |

| PEÑAROL:      |  |                  |
|               |  |                  |
| G             |  | Luis Maidana     |
| Z             |  | Juan Lezcano     |
| Z             |  | Núber Cano       |
| Z             |  | Roberto Matosas  |
| M             |  | Edgardo González |
| M             |  | Omar Caetano     |
| A             |  | Tito             |
| A             |  | Pedro Rocha      |
| A             |  | José Sasía       |
| A             |  | Alberto Spencer  |
| A             |  | Juan Joya        |
| Treinador:    |  |                  |
| Béla Guttmann |  |                  |

## Pós-jogo e reações

### Peñarol
O Peñarol foi vice-campeão da Libertadores pela primeira vez em sua história, após vencer as duas edições anteriores do torneio. O clube montevideano só voltaria a conquistar a taça quatro anos depois, em 1966.
O jogador José Sasía admitiu anos depois ter de fato jogado terra nos olhos do goleiro adversário Gilmar, ação que auxiliou Juan Joya a marcar o segundo gol do Peñarol no segundo jogo da final, disputado no Brasil, logo no início do último tempo. Já Néstor Gonçalvez, conhecido como Tito, recordou em entrevista em 2011 a dificuldade para disputar a competição e destacou a ausência de garantias de segurança ao viajar para outros países. Tito deu destaque à mesma segunda partida, onde ele e sua equipe foram informados após a primeira paralisação de que o jogo havia sido oficialmente encerrado com eles vencendo-o, porém a partida seguiria normalmente porque "se não matariam todos nós", referindo-se aos jogadores do elenco uruguaio e a comissão de arbitragem. Alberto Spencer descreveu a situação da partida como "uma confusão infernal".
Em referência à terceira partida da decisão, tanto Tito quanto Juan Lezcano fizeram elogios à atuação de Pelé. Tito chamou-lhe de "fenômeno", enquanto Lezcano ressaltou a dificuldade em enfrentar o esportista brasileiro, relembrando as disputas de bola que teve com o mesmo.
O atacante Alberto Spencer, juntamente de Coutinho do Santos e Enrique Raymondi do Emelec, do Equador, foi o artilheiro da competição, com seis gols marcados.

### Santos
Com o resultado, o Santos garantiu o seu primeiro título do torneio continental, consagrando-se também como o primeiro clube brasileiro a conquistar tal competição, além de se classificar para a Copa Intercontinental de 1962 e para as semifinais da Libertadores do ano seguinte, conquistando ambas. O clube brasileiro recebeu uma renda líquida de 10,2 milhões de cruzeiros pela arrecadação do terceiro jogo da final.
O técnico Lula fez elogios à conduta do árbitro Leopold Horn e o "espírito de luta" do time uruguaio, mostrando-se satisfeito pela atuação dos seus comandados. Os jogadores campeões Coutinho e Mauro também enalteceram a conquista e a equipe adversária. O presidente da Federação Paulista de Futebol, João Mendonça Falcão, também se satisfez com a vitória, apesar de ainda criticar a decisão da realização do terceiro jogo.
Cerca de trinta torcedores saíram do Brasil para assistir a final no Estádio Monumental de Nuñez. Em forma de agradecimento, a diretoria do Santos reuniu o grupo para oferecer uma ceia em um restaurante, tendo também o comparecimento do árbitro Leopold Horn e do presidente da Federação Paulista de Futebol, além da presença de dirigentes de Peñarol e Racing. Horn, que foi elogiado pela imprensa brasileira pela atuação em campo, foi também presenteado pelo grupo de torcedores com uma flâmula com alegoria sobre o título da equipe.
Pepe, ponta-esquerda da equipe campeã, declarou em 2012 que, após a segunda partida da final e em meio à comemoração do título santista, ouviu o jogador adversário Edgardo González se referindo ao empate como não sendo válido. Pepe só compreendeu o que isso significava no dia seguinte, quando recebeu a notícia do término do embate ainda com o placar em 3–2. Oito anos mais tarde, em 2020, disse que as partidas contra o Peñarol foram mais "duras" em comparação com a final da Libertadores de 1963 e com a semifinal da Libertadores de 1964, contra os clubes argentinos Boca Juniors e Independiente, respectivamente.